# فساد در ترکیه
فساد در ترکیه، یکی از مشکلات جدی لیست شده برای پیوستن ترکیه به اتحادیه اروپا است. در سال ۲۰۱۳، ترکیه جایگاه ۵۳ اُم را در میان ۱۷۷ کشور در شاخص احساس فساد شفافیت بین‌الملل کسب کرد. در گزارش سازمان شفافیت بین‌الملل (در ۲۰۱۴)، ترکیه با یازده پله سقوط در رده شصت و چهارم جدول قرار دارد.

## فساد سیاسی
- یک کمیته پارلمانی در ترکیه که مسئول تحقیق درباره پرونده وزرای متهم به فساد در این کشور شده، در یک رای‌گیری با محاکمه این وزرا در دادگاه مخالفت کرد. مارک لوئن خبرنگار بی‌بی‌سی در ترکیه می‌گوید با تصمیم این کمیسیون منتقدان، دولت را به لاپوشانی و تلاش برای مختومه کردن این پرونده بدون رسیدگی قضایی متهم و همین‌طور خدشه‌دار شدن حاکمیت قانون در دولت آقای اردوغان متهم خواهند کرد.[۵]

## تقلب در انتخابات
در جریان انتخابات محلی ۲۰۰۹ ترکیه، در دوران حکمرانی رجب طیب اردوغان در انتخابات شهر آنکارا و آدانا گزارش شد.
در جریان انتخابات محلی ۲۰۱۴ ترکیه، تعدادی از رای‌های ضد حزب عدالت و توسعه دزدیده و سوزانیده شد و مقامات سیاسی، از جمله مولود چاووش‌اغلو مورد تهدید و ارعاب نیروهای دولتی قرار گرفت.